# James Howell (szachista)
James Clifford Howell (ur. 17 maja 1967 w Londynie) – angielski szachista, arcymistrz od 1995 roku.

## Kariera szachowa
W pierwszej połowie lat 80. XX wieku zaliczany był do światowej czołówki juniorów. W 1982 r. zdobył w Guayaquil brązowy medal mistrzostw świata do lat 16, oprócz tego był dwukrotnym medalistą mistrzostw Europy do lat 20, rozgrywanych w Groningen: brązowym (1982/83, za Walerijem Sałowem i Simenem Agdesteinem) oraz srebrnym (1985/86, za Aleksandrem Chalifmanem). W 1985 r. podzielił IV-IX m. (wspólnie z m.in. Wasilijem Iwanczukiem i Viswanathanem Anandem) w mistrzostwach świata juniorów do lat 20 w Szardży. W kolejnych latach sukcesy odniósł m.in. w:
- Oakham (1988, turniej młodych mistrzów, I m. przed m.in. Borisem Gelfandem, Michaelem Adamsem i Ivanem Sokolovem),
- Würzburgu (1988, dz. I m. wspólnie z Gaborem Pirisim),
- Frunze (1989, dz. III m. za Leonidem Jurtajewem i Siergiejem Makaryczewem, wspólnie z Emelbekiem Moldobajewem i Ratmirem Chołmowem),
- Jarosławiu (1990, I m.),
- Biełgorodzie (1990, za Mironem Szerem, wspólnie z Jewgienijem Wasiukowem),
- Norwich (1994, mistrzostwa Wielkiej Brytanii, II m. za Williamem Watsonem),
- Wrexham (1995, I m.)
- Hamburgu (1995, dz. II m. za Wiktorem Korcznojem, wspólnie z m.in. Lubomirem Ftaćnikiem, Stefanem Kindermannem, Wołodymyrem Małaniukiem, Christopherem Lutzem i Igorem Glekiem),
- Laznym Bohdancu (1995, dz. III m. za Vlastimilem Babulą i Palvem Blatnym, wspólnie z Ludgerem Keitlinghausem i Ivanem Hausnerem).

Najwyższy ranking w karierze osiągnął 1 lipca 1995 r., z wynikiem 2525 punktów dzielił wówczas 13. miejsce wśród angielskich szachistów). Od 1998 r. nie występuje w turniejach klasyfikowanych przez Międzynarodową Federację Szachową.